# Noël Retz
Pour les articles homonymes, voir Retz.
Hubert Gabriel dit Noël Retz[réf. nécessaire] est un médecin français né en 1758 à Arras et mort en 1810 à Paris.
Docteur en médecine à Arras, médecin de la Marine royale à Rochefort, correspondant de la Société royale de médecine et de l'académie de Dijon.

## Œuvres
Le libraire récurrent nommé Méquignon l'aîné est Nicolas-Toussaint Méquignon (1744-1830).
- Observations intéressantes en faveur de la section de la symphise du pubis, ouvrage dont le but est de répondre à un mémoire des médecins et chirurgiens d'Arras intitulé : Examen des faits relatifs à cette opération et de servir de suite aux recherches de M. Alphonse Leroy, 1778, lire en ligne.
- Traité d'un nouvel hygromètre comparable, imité de celui de M. de Luc, Se trouve a Paris, chez Méquignon l'aîné, libraire ; et à Amiens, chez J. B. Caron fils, libraire-imprimeur du Roi, rue S. Martin, M.DCC.LXXIX lire en ligne sur Gallica.
- Lettre sur le secret de M. Mesmer, Paris, Méquignon l'aîné, 1782, 22p. lire en ligne sur Gallica.
- Précis d'observations sur la nature, les causes, les symptômes et le traitement des maladies épidémiques qui règnent tous les ans à Rochefort et qu'on observe de tems en tems dans la plupart des provinces de France, Paris, Méquignon l'aîné et à Versailes, chez Blaisot, libraire ordinaire du roi & de la reine, 1784.
- Météorologie appliquée à la médecine et à l'agriculture, Paris, Méquignon, 1784, (BNF 31201011), en ligne.
- Fragmens sur l'électricité humaine, Amsterdam & à Paris, chez Méquignon, 1785, in-12, XII, 108, 5 p., en ligne[2].
- Des maladies de la peau, de leur cause, de leurs symptomes, des traitemens qu'elles exigent, Amsterdam et Paris, Méquignon l'Aîné, 1785, lire en ligne sur Gallica.
- Nouvelles instructives bibliographiques, historiques et critiques de médecine, chirurgie et pharmacie pour l'année 1785 ou Recueil raisonné de tout ce qu'il importe d'apprendre, tome premier, A Paris, Méquignon l'aîné, 1785, en ligne.
- Motion d'une utilité remarquable, proposée à l'assemblée des États-Généraux, 1789 (BNF 31201007).
- Le Guide des jeunes gens de l'un et l'autre sexe à leur entrée dans le monde, pour former le cœur, le jugement, le goût et la santé, à Paris, au bureau des annales de l'art de guérir, 1790, lire en ligne sur Gallica.
- Exposé succinct, à l'Assemblée nationale, sur les facultés et les sociétés de médecine. Extrait du septième tome des Annales de l'art de guérir
- Instruction sur la maladie la plus commune dans les légions de la République française, 1792.
- Nouvelles littéraires et critiques de médecine, chirurgie et pharmacie, Paris, A Amsterdam et se donne à Paris, chez Mequignon, [s. d.], in-12, 36 p., (BNF 33511918).

Ouvrages attribués
- Mémoire pour servie à l'histoire de la jonglerie, dans lequel on démontre les phénomènes du magnétisme, Londres et Paris, Mequignon l'ainé, 1784, lire en ligne sur Gallica.